# Clifton Hill (Victoria)
Clifton Hill est une banlieue de Melbourne, Australie situé au nord-est du centre-ville.